# Cocula
Cocula è un comune del Messico appartenente allo stato di Jalisco. È situato a 56 chilometri a sud-ovest di Guadalajara, sulla autostrada 80 (20°23'N 103°49'W), a un'altitudine di 1350 m s.l.m. Secondo il censimento 2000, la popolazione del comune era di 26 460 abitanti, dei quali circa la metà vive nel capoluogo.
Cocula è a volte chiamata “La Cuna del Mariachi„, o “la Culla del Mariachi„ poiché si crede che la musica del mariachi sia stata  creata da abitanti del comune più di cento anni fa.

## Economia
Cocula è una zona produttrice di canna da zucchero, mais, agave, sorgo, ceci. Inoltre, si allevano maiali, pollame, capre e bovini.

## Storia
Cocula fu originalmente chiamata Cocollán o Cocolán, che significa “terra ondulata„. Nel XII secolo alcune famiglie della tribù Coca, che vivevano nel regno di Tonalá, furono costrette ad abbandonare la zona a causa di ostilità nei loro riguardi. Un gruppo guidato da Huehuetztlatzin fondò Cocollán nell'odierna zona del Acatlan de Juarez.
Cocollán fu distrutta verso la fine del XVI secolo. La tribù provò a stabilirsi nella zona di Tlajomulco ad alcuni chilometri di distanza ma fu espulsa dai locali. Alla fine, occuparono la parte superiore di una montagna vicino al luogo di Cocollán dove rimasti fino all'arrivo degli Spagnoli.
Entro 1520, Cocollán era una città indipendente governato dal principe Citlali (la Stella). Aveva anche alcune città tributarie come Acatlan, Villa Corona, Tizapanito, Xilotepetque e Tecolotlán. In 1521, L'esercito spagnolo, conquistò Cocollán e le città circondanti ed incorporò loro nella provincia di Avalos. Alcuni anni più tardi, i monaci francescani convinsero gli abitanti indigeni della città di riassegnare ad una valle vicina, che è la posizione attuale di Cocula. Ciò accadde nel 1532. Ci sono ancora le rovine della vecchia città, la quale viene chiamata Cocula Vieja (vecchia Cocula).